# Swan Lee (album)
 For alternative betydninger, se Swan Lee (flertydig). (Se også artikler, som begynder med Swan Lee)
Swan Lee er det andet studiealbum fra det danske band Swan Lee. Det blev udgivet i 2004. Albummet blev en stor succes, og det modtog gode anmeldelser. Førstesinglen "I Don't Mind" blev gruppens største hit og nåede #3 på Hitlisten samt fem uger som #1 på Tjeklisten, og de tre følgende singler "Love Will Keep You Warm", "In Your Life" og "What Is Love?" nåede alle #2 på hitlisten.

## Spor
1. "Bring Me Back"
2. "Love Will Keep You Warm"
3. "I Don't Mind"
4. "What Is Love?"
5. "What You Get ..Is What You See"
6. "Don't Take My Love"
7. "Find My Way Home"
8. "Perfume"
9. "In Your Life"
10. "Lord Knows, I Can Be Strong"
11. "Peace Of Mind"